# Приморско-нотрањска регија
Приморско-нотрањска регија (словен. Primorsko-notranjska regija) је једна од 12 статистичких регија Словеније. Највећи град и културно и привредно средиште ове регије је град Постојна. Пре 2015. године, у употреби је био назив Нотрањско-крашка регија (словен. Notranjsko-kraška regija).
По подацима из 2005. године овде је живело 51.173 становника.

## Списак општина
У оквиру Примосрско-нотрањске регије постоји 6 општина:
- Општина Блоке
- Општина Илирска Бистрица
- Општина Лошка Долина
- Општина Пивка
- Општина Постојна
- Општина Церкница